# Msta (Fluss)
Die Msta (russisch Мста) ist ein 445 Kilometer langer russischer Fluss, der durch die beiden Oblaste Twer und Nowgorod verläuft. Die größte am Gewässer liegende Stadt ist Borowitschi.

## Verlauf
Der Fluss hat seinen Ursprung in der Oblast Twer in den Waldaihöhen im Mstino-See (Мстино). Er fließt durch die Oblast Nowgorod und mündet in den dortigen Ilmensee. Der Sieverskanal zweigt kurz vor der Mündung ab und verbindet die Msta direkt mit dem Abfluss des Ilmensees, dem Wolchow. Obwohl im Fluss über 30 Stromschnellen auftreten, ist er doch mit Hilfe mehrerer Schleusen und Kanäle schiffbar. Außerdem besteht über das Kanalsystem von Wyschni Wolotschok eine Verbindung zur Wolga.
Das Einzugsgebiet der Msta umfasst 23.300 km². Die Abflussmenge beträgt 84 km oberhalb der Mündung 202 m³/s. Die Quellhöhe liegt auf etwa 150 m über dem Meeresspiegel.